# صيفرية قطب جنوبية
صيفرية قطب جنوبية (الاسم العلمي: Flavobacterium antarcticum) هي نوع من البكتيريا، سلبية الغرام، تتبع جنس صيفرية.